# Château-Landon (stanice metra v Paříži)
Château-Landon je nepřestupní stanice pařížského metra na lince 7 v 10. obvodu v Paříži. Nachází se na Rue du Faubourg-Saint-Martin poblíž Východního nádraží.

## Historie
Stanice byla otevřena 5. listopadu 1910 jako součást prvního úseku linky 7.

## Budoucnost
Stanice by se mohla stát konečnou zamýšlené linky vzniklé sloučením linek 3bis a 7bis a stala by se tak zároveň přestupnou stanicí mezi touto novou linkou a stávající linkou 7.
Existuje rovněž projekt na rozšíření podzemního průchodu až do stanice Magenta, což by umožnilo přestup na linku RER E a dále podchody do stanic Gare du Nord a Gare de l'Est.

## Název
Stanici dala jméno ulice Rue du Château-Landon, která vede severně od stanice. Současný název této ulice pochází od jména rodiny z města Château-Landon v departementu Seine-et-Marne, která zde měla majetek.

## Vstupy
Stanice má pouze jeden vchod z Rue du Faubourg-Saint-Martin před domem č. 188. Druhý východ, který se nachází jen pár metrů vlevo od stávajícího vchodu, byl zrušen počátkem 90. let.
Po dokončení podzemního tunelu přibude ještě přímý přístup z nástupiště Východního nádraží.